# 임충현
임충현(林忠炫, 1983년 7월 20일 ~ )은 대한민국의 전 축구 선수이자 현재 축구 지도자로 선수로 활동할 당시 포지션은 수비수였으며 현재 수원 삼성 블루윙즈의 유소년 축구교실인 리틀윙즈 평택지점에서 코치를 맡았으며 현재는 전라북도 익산시에 소재한 익산주니어 유소년 축구클럽의 감독을 맡고 있다.